# Campylopus amboroensis
Campylopus amboroensis är en bladmossart som beskrevs av Thériot 1939. Campylopus amboroensis ingår i släktet nervmossor, och familjen Dicranaceae. Inga underarter finns listade i Catalogue of Life.